# Турандот (фильм)
Турандот — советский художественный фильм снятый на киностудии «Грузия-фильм» в жанре притчи.

## Сюжет
Оперная театральная труппа работает над постановкой оперы Пуччини Турандот. Фильм повествует о любви и долге.

## В ролях
- Цотнэ Накашидзе — Ладо, режиссёр
- Барбара Двалишвили — помощник режиссёра
- Нино Круашвили
- Марика Гиоргобиани
- Манана Давиташвили
- Наира Дидиа
- Мака Коридзе
- Майя Гелашвили
- Отар Мегвинетухуцеси — парализованный актёр
- Амиран Амиранашвили — режиссёр
- Гиви Сихарулидзе
- Васо Рцхиладзе
- Ладо Маквабишвили — помощник режиссёра
- Георгий Толорава
- Зейнаб Боцвадзе — актриса

## Награды
- 1990 — приз международного кинофестиваля в Валенсии.